# Doug Chiang

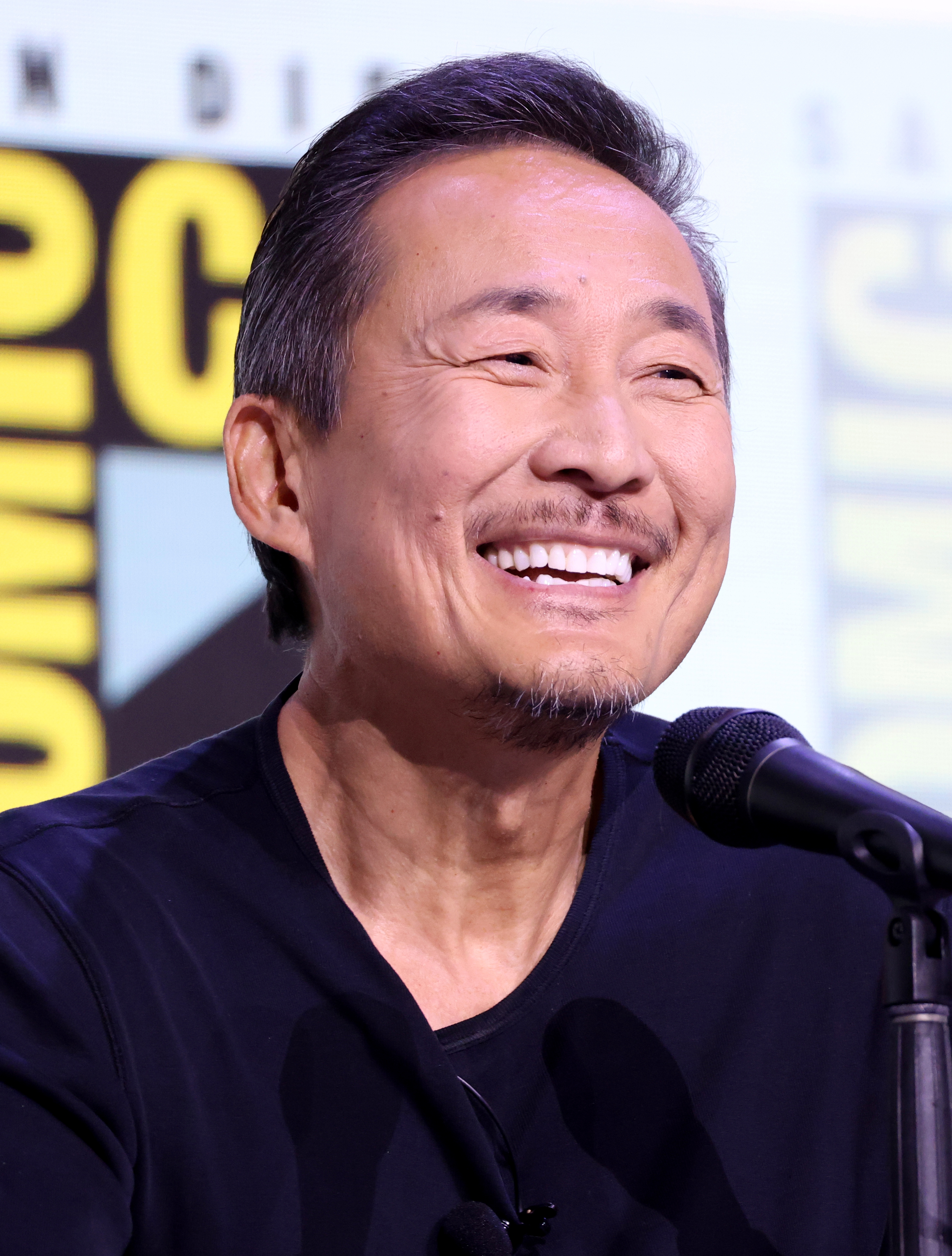
Doug Chiang (2025)

Doug Chiang (* 16. Februar 1962 in Taipei, Taiwan) ist ein US-amerikanischer VFX Supervisor, der 1993 für Der Tod steht ihr gut den Oscar in der Kategorie Beste visuelle Effekte erhielt.

## Leben
Im Jahr 1968 migrierte er mit seiner Familie in die USA, zuerst nach Dearborn in Michigan, später nach Westland, einem Vorort von Detroit. Im Jahr 1981 machte er seinen Schulabschluss an der John Glenn High School und begann am College of Art and Design in Detroit Industriedesign zu studieren. 1982 zog er nach Kalifornien, um an der University of California in Los Angeles Film zu studieren. Nach seinem Studium arbeitete er ab 1986 als Designer für Digital Productions. Nachdem das Unternehmen 1987 geschlossen worden war, wechselte er zu Rhythm and Hues, wo er bei mehreren computeranimierten Werbefilmen Regie führte.
1989 verließ er Rhythm and Hues, um für Universal Pictures als Konzeptdesigner an Zurück in die Zukunft II zu arbeiten. Nach seiner Arbeit an dem Film ging er als künstlerischer Leiter für visuelle Effekte zu Industrial Light and Magic. In den folgenden Jahren arbeitete er im Bereich visuelle Effekte an Filmen wie Ghost – Nachricht von Sam, Terminator 2 – Tag der Abrechnung und Der Tod steht ihr gut, für den er 1993 den Oscar in der Kategorie Beste visuelle Effekte erhielt. Im gleichen Jahr wurde er bei Industrial Light and Magic zum künstlerischen Leiter befördert. In seiner neuen Funktion arbeitete er an Filmen wie Forrest Gump, Jumanji und Star Wars: Episode I – Die dunkle Bedrohung. 2004 war er Mitbegründer von Ice Blink Studios und arbeitete für Robert Zemeckis an Die Legende von Beowulf.

## Filmografie (Spezialeffekte)
- 1989: Zurück in die Zukunft II (Back to the Future Part II)
- 1990: Ghost – Nachricht von Sam (Ghost)
- 1991: Switch – Die Frau im Manne (Switch)
- 1991: Terminator 2 – Tag der Abrechnung (Terminator 2: Judgment Day)
- 1991: The Doors
- 1992: Der Tod steht ihr gut (Death Becomes Her)
- 1993: George Balanchines „Der Nußknacker“ (The Nutcracker)
- 1994: Die Maske (The Mask)
- 1994: Forrest Gump
- 1995: Jumanji
- 1999: Star Wars: Episode I – Die dunkle Bedrohung (Star Wars: Episode I – The Phantom Menace)
- 2002: Star Wars: Episode II – Angriff der Klonkrieger (Star Wars: Episode II – Attack of the Clones)
- 2004: Der Polarexpress (The Polar Express)
- 2005: Krieg der Welten (War of the Worlds)
- 2007: Die Legende von Beowulf (Beowulf)
- 2008: Card Soldier Wars
- 2009: Disneys Eine Weihnachtsgeschichte (A Christmas Carol)
- 2009: The Looking Glass Wars Card Game
- 2011: Milo und Mars (Mars Needs Moms)